# アーヴ根源二九氏族
アーヴ根源二九氏族（アーヴこんげんにじゅうくしぞく）は、森岡浩之のSF小説「星界シリーズ」に登場する架空の氏族。アーヴの祖先に当たる29体（黎明の乗り手）の子孫であり、皇族アブリアルを除いてアーヴ根源二八氏族ともいう。
語源にはアブリアルを除いて二十八宿が用いられている。

## 一覧
アブリアル
主航法子の末裔。語源は「天照（アマテラス）」
アーヴ誕生当時は多くの傍系があったが、アーヴによる人類帝国建国後、建国帝アブリアル・ドゥネーの兄弟子女の直系八王家（ガ・ラルティエ）のみがアブリアルの姓を名乗ることになり、その他の分家は臣籍降下されてボースの姓称号（サペーヌ）を名乗ることとなった（当初は男系は「キー」、女系は「リューシュ」の姓を名乗ったが、混乱を避けるために各家の姓は創設者が決めることとなった）。
八王家の男子には「ドゥー（Duc、紅玉）」、女子には「ラーム（Lamh、珠玉）」が名前の前に付く。ラフィールの場合はLamh＋Hirh（ヒール、星霧）により"Lamhirh"となる（"mh"は"f"と同じ発音）。
帝国創建後のアブリアルは未来の皇帝候補でもあり、その地位に就けば時には死を命じることもある。そのため、特定の人物のために泣くことは不公平になるとして決して泣かないよう教育されている。その一方で怒りの制御は苦手であり、「アブリアルの怒り」は宇宙で最も恐ろしいものの一つとして喩えられる。同様に、皇帝への信頼を築くため嘘をつかないことでも知られているが、ラフィールの父ドゥビュースが飼い猫を遺伝子提供者と告げるなどしばしばラフィールを騙しており、身内に対する他愛のない嘘であればつく者もいるようである。
皇帝を目指す過程で軍士として高い地位を得る者が多いが、皇族であることによる優遇措置（例外は列翼翔士に叙任されて3年後に必ず十翔長に昇進することのみ）ではなく本人の実力によるものであり、優秀であることが知られている。
- アーヴ語：Ablïarsec
- 紋章（家紋。以下同）：八頸竜（ガフトノーシュ）。王家により紋章旗の地色が異なる。
- 家徴：アブリアルの耳（ヌイ・アブリアルサル）と呼ばれる上部が尖った耳。
- 宗家の領土：皇帝はアブリアル伯国（帝都ラクファカール）。八王家による領地（八王国）。

イデーフ
出産、遺伝子検査や人工子宮の管理担当氏族。語源は「牛（いなみ）」
遺伝子工学全般に強く、様々な変異生物を作り出すことで惑星改造に貢献した。帝国創建後は惑星改造技師組合を設立した。
科学者や技術者を輩出しているわけではないが、マッドサイエンティストのイメージを持たれている。人間の生死に関しては冷めた見方をする。
- アーヴ語：Idaimh
- 紋章：中央に一本杉を配する。
- 家徴：イデーフの氷の瞳（キレーフ・ソニナ・イーブム）と呼ばれる銀色の虹彩。
- 宗家の領土：アビアヘール大公国。

エスレル
精錬工場を管理し、アーヴに各種の金属を提供した氏族。語源は「尾（あしたれ）」
粘り強く、一度や二度の失敗ではくじけない。拙速を尊ぶ。そのため軍士としても交易者としてもすぐには成功しないが、長期的に見ると堅実なものであり、エスレルの諸侯が統治する邦国には豊かな地上世界を抱えるものが少なくない。
- アーヴ語：Aislairec
- 紋章：狼。
- 家徴：エスレルの鼻（カーニュ・エスレラル）と呼ばれる美しい曲線を描く鼻梁を持つ鼻。
- 宗家の領土：リュージュ大公国。

エーフ
船殻の保守の担当氏族。船殻に損害を与えそうな浮遊物に対処し、そこから進んで一時は砲台を管理していた。語源は「亢（あみ）」
家風は根気を第一とする。特に必要もないのに困難に進んで立ち向かう者も多い。一族によって多くの地上世界が開発された割には、富裕と縁遠い存在である。 
- アーヴ語：Aimh
- 紋章：鯱。
- 家徴：エーフの銀髪（リナージュ・エム）と呼ばれるひと房の白い髪。
- 宗家の領土：スムボール大公国。

エミュール
化学工場を管理、医薬品、化学製品の生産担当氏族。語源は「畢（あめふり）」
交易時に麻薬でも毒薬でも売り渡したので、そのことを覚えている地上世界では評判が悪い。
慎重で、細かいことでも忽せにしない完璧主義者であると同時に、俯瞰的に見ることは不得意である。
施設を建築するときに部屋や通路を精緻に配する傾向にあり、馴染みのないものには迷宮にしか見えない。
- アーヴ語：Aimemyrh
- 紋章：蜻蛉（アスイス）。
- 家徴：エミュールの髪（フィス・エミュール）と呼ばれるグラデーションのある髪。毛先の色素が退色。
- 宗家の領土：アイサース大公国。

カリュー
航行日誌を中心とした公的記録を採取整理、保管担当してきた氏族。語源は「室（はつい）」
航行日誌に関する事件が星界の断章2『墨守』に取り上げられている。
事務や調整を得意とする反面、人の上に立つのは得意ではない。 
- アーヴ語：Calyc
- 紋章：羽を広げた鷲。
- 家徴：共通するものはないが、一般に痩せ形で長身。
- 宗家の領土：キザセーフ大公国。

キリューシュ
各種の機械の設計製造担当氏族。語源は「斗（ひきつ）」
他の氏族から依頼されたり、集めた情報を元にしたりして製品を作ることで交易を行っていた。大放浪時代は最も大きな財力を有した。宗家の領土・ジェスキー大公国は帝国史初期には重工業で栄えたが、余りに偏重したため最盛期は1世紀と続かず、深刻な人口流出に悩むことになる。
軍士としても交易者としても優秀だが、一方で傑出した人物は少ない。
- アーヴ語：Cilych
- 紋章：熊。
- 家徴：キリューシュの目（ネ・キリュク）と呼ばれる眦が裂けたような独特な形の目。
- 宗家の領土：ジェスキー大公国。

コトポニー
核融合炉の担当氏族。語源は「星（ほとほり）」
決断に時間をかけないため、余った時間を思索に費やしていると信じられている一方、行動に無駄な時間をかける人間を嫌う。
紋章の決定の際もわずか3秒で決定したと伝えられており、その紋章は二九氏族中最も無愛想と名高い。
心に逡巡があろうとも決して表に出さない。
交易に出るよりも軍士であることを好む。また、人文科学や芸術の面で功績を残したものも多い。
- アーヴ語：Cotponic
- 紋章：黒地に銀色の十字。
- 家徴：コトポニーの鮮血の唇（ピュール・シュリラ・コトポニール）と呼ばれる紅い唇。
- 宗家の領土：ダショール大公国。

サリューシュ
制御機関の整備・修理、砲台担当氏族。語源は「参（からすき）」
責任感が強い反面、自分の基準を他人に押し付ける傾向がある。 
- アーヴ語：Sarrych
- 紋章：彩色された球体。
- 家徴：サリューシュの冠（ソピュール・サリク）と呼ばれる内側にはねる癖毛。
- 宗家の領土：ドターシュ大公国。

スネーシュ
搭載艇の整備担当氏族。語源は「觜（とろき）」
機械でも組織でもその限界を見極め、ぎりぎりまで酷使する傾向がある。たまに見極めを誤って作業を破綻させてしまうため、重要な部署を任せられない存在としてみなされている。
- アーヴ語：Snœch
- 紋章：天秤を配することを好む。
- 家徴：スネーシュの星（コス・スネク）と呼ばれる虹彩にある銀色の斑点。
- 宗家の領土：ケズドー大公国。

スポール
本務はエンジンの担当だが、技術系諸氏族を統べる立場にもあった氏族。実質上その族長は副船王として君臨した。主機関子の末裔で、アブリアルにつぐ格式を持つ大貴族。語源は「昴（すばる）」
一族の500人以上が爵位を有し、傍系でもスポールの姓を名乗ることが多い。
彼らの行動は一見支離滅裂に見えるが、最後には辻褄があってしまう。人の上に立ったりうまく立ち回るため、諸侯や指揮官に向いている。星界軍では『スポールの率いる艦隊に配属されるのは幸福、ただし直属の上司に持つのは不幸、部下に持つのは災厄』といわれている。
- アーヴ語：Spaurh
- 紋章：金色の鴉（金色烏（ガサルス））。
- 家徴：スポールの紅瞳（キレーフ・ピアナ・スポル）と呼ばれる暗い紅色の虹彩。
- 宗家の領土：レトパーニュ大公国。

ソスィエ
無機物のリサイクル担当氏族。語源は「胃（こきえ）」
一族にスファグノーフ侯爵。
交渉術に長けているため交易者として大成しやすい一方、武功により家を起こした諸侯は少ない。年に一度、一族の総力をあげてケヒュール記念饗宴を開く。 
- アーヴ語：Sosïéc
- 紋章：枝を這う蝸牛。デザインは共通で、枝の色で家を区別する。
- 家徴：ソスィエの冠（ソビュール・ソスィエル）と呼ばれる光沢のある髪。
- 宗家の領土：ケヒュール大公国。

ダーショ
ユアノン管理、エネルギー全般の管理担当氏族。語源は「心（なかご）」
細心でよく気がつく、といわれる。また芸術家としての素養に恵まれたものも多く、アーヴ芸術史には彼らの名が散見される。  また、芸術新興にも力を入れているため、芸術愛好家として名高い。機動博物館を有する。
- アーヴ語：Dachoc
- 紋章：二枚貝。
- 家徴：ダーショの眉（ボーイ・ダーショール）と呼ばれる細くくっきりした眉。
- 宗家の領土：セパレール大公国。

ダベーム
有機物のリサイクル担当氏族。語源は「壁（なまめ）」生ゴミ、排泄物、死体などを扱う職業柄、気味悪がられていた。
帝国創建後は有機化学工業と生命工学の知識を用いて惑星改造事業に乗り出し、彼らの確立した技術によって、帝国暦200年以降、惑星の地上世界化は失敗しなくなった。
プライドが高い性格のものが多い。
- アーヴ語：Dabaimec
- 紋章：剣。
- 家徴：ダベームの菱（キュス・ダベーマル）と呼ばれる空識覚器官の赤い縁取り。普段は頭環で見えない。
- 宗家の領土：ベルザ大公国。

ドゥニューク
衣料を始めとする日用品の生産担当氏族。彼らのみが生産できた気密布は、完璧な気密を保ち、その上しなやかで柔軟で強度も強く、非常に高値で取引されていた。語源は「柳（ぬりこ）」
異文化への偏愛から、アーヴの常識からかけ離れた芸術品を収集しており、悪趣味だと思われている。
- アーヴ語：Duneucec
- 紋章：海鰐を中央に配する。
- 家徴：黒檀のごとく黒い肌。
- 宗家の領土：ベイル大公国。

トリーシュ
反物質燃料の生産と貯蔵、供給の担当氏族。語源は「井（ちちり）」
傍若無人でマイペース、つきあいがたい人間が多い。
- アーヴ語：(Tlirh)
- 紋章：川獺。
- 家徴：共通のものはない。
- 宗家の領土：グーハル大公国。

トレーフ
鉱物資源の取得のため爆砕する小惑星の選定、鉱物の選定を担当した氏族。 語源は「婁（たたら）」
有人惑星のある邦国より、小惑星帯のある所領を統治することを喜ぶ。
気が短く大雑把で、無能な者を嫌う。 
- アーヴ語：Tlaimfh
- 紋章：装飾された鉾。
- 家徴：トレーフの星（コス・トレム）と呼ばれる爪の中央に浮き出た赤い斑点。
- 宗家の領土：サルス大公国。

ニューシュ
生活全般を担当した氏族。初期には食事の用意や幼児の保育、後期には風紀の粛正に当たった。また、戦場においては優秀な戦士。語源は「女（うるき）」
謹厳実直で融通が利かない。時としてまったく人の話を聞かなくなるが、そうでない時には付き合いやすい人柄の持ち主が多い。
命令には絶対忠実で、軍人に向いているが、指揮官としては柔軟性に欠けるほか、参謀や交易者としても不向き。 
- アーヴ語：Nych
- 紋章：虹のように七色に塗り分けられた蝶。
- 家徴：ニューシュの牙（セーヴ・ニュク）と呼ばれる発達した犬歯。
- 宗家の領土：ラスナ大公国。

ビボース
主観測子の末裔。恒星や恒星間物質の観測、分析の担当氏族。語源は「箕（みぼし）」
一族の者は良く言って独創的、悪く言えば非常識な言動をしばしばすることで知られ、その歴史は「華やかな狂気に彩られている」と称されており、トラブルメーカーとみなされていた。
その特質から科学の分野で革新的な業績を残した者が多く、平面宇宙技術の確立に貢献した一方、平面宇宙航法の実用化にも大反対した。
- アーヴ語：Biboth
- 紋章：特に共通するデザインはない。
- 家徴：ビボースの冠（ソピュール・ビボト）と呼ばれる柔らかい巻き毛。
- 宗家の領土：スカーボール大公国。

ビュセーク
広大な倉庫群を管轄し、資材管理を担当した氏族。実質、都市船の事務長とそのスタッフという位置付けにあった。語源は「軫（みつかけ）」
自ら船に乗ることよりも、交易者に融資することを好む。
投資によって産業を育成することに長け、諸侯に向いている。そのため、家臣として重用されるものも多い。
- アーヴ語：Beussaicec
- 紋章：斧。
- 家徴：ビュセークの鬣（レセーフ・ビュセーカル）と呼ばれる濃淡二色になった髪。
- 宗家の領土：イルドレフ大公国。

フィムゲーム
大気循環系と水耕農業を管理、船内大気と食料の担当氏族。語源は「危（うみやめ）」
陽気で快活な性格をしている。その反面、前122年に一族が経済危機に見舞われたとき、安値で美術論文集（フーディニ論文も含む）をビボースに売却したことから、物事を余り深く考える習慣がないと信じられている。
- アーヴ語：Fimegaimec
- 紋章：蜂。
- 家徴：フィムゲームの星（コス・フィムゲーマル）と呼ばれる眉間にある黒子。
- 宗家の領土：ギュムスィー大公国。

ラムケーム
培養工場で食肉の生産担当氏族。語源は「鬼（たまほめ）」
明朗快活で楽天家な半面、大雑把な性格で緻密な作業には向かない。
軍士としてより交易者としての活躍が目立ち、富裕で名高い。もてなし上手でお祭り好き。素晴らしい饗宴の開催に氏族のプライドをかけている。あまり髪が伸びない体質。 
- アーヴ語：Lamcœmec
- 紋章：泉。
- 家徴：ラムケームの冠（ソピュール・ラムケーマル）と呼ばれる毛の長さが不ぞろいな独特の髪型。
- 宗家の領土：シュトゥール大公国。

ラリューシュ
搭載艇の製造・開発担当氏族。兵器の一部も担当。語源は「翼（たすき）」
大放浪時代が終わってもしばらくは兵器工業を担い、帝国最古の建艦廠の建設の中心ともなった。
機雷や凝集光砲の開発の中心となり、星界軍の大艦巨砲主義を決定的にした。
帝国安定後は兵器産業から手を引き、平凡な軍士や交易者としていきることを選んだ。各方面でまんべんなく活躍し、時に技術革新に足跡を残す。
- アーヴ語：Larych
- 紋章：人魚。
- 家徴：ラリューシュの紋章（アージュ・ラリュク）と呼ばれる手の甲にある菱形の痣。
- 宗家の領土：ムルカーシュ大公国。

リニューク
推進剤や核融合燃料の管理、法の運用と調整担当氏族。語源は「張（ちりこ）」
幼い頃から心理学と討論術を叩きこまれるため交渉術に長けており、交易者として大成するものも少なくない。 
- アーヴ語：Lineucec
- 紋章：蟹。
- 家徴：リニュークの額（ズューク・リニュク）と呼ばれる秀でた額。
- 宗家の領土：サンダテューシュ大公国。

ルー
電子機器および精密機械の整備担当氏族。通信機器の整備、転じて交易相手との初期交渉も担当。語源は「角（す）」
帝国初期はアブリアル・スポールに次ぐ格式を持っていたが、もともとすぐに苗字を変える傾向にあり、帝国が安定期に入ると目立たなくなった。
外交官を多く輩出したものの、人類全体の水準から言えば外交下手であった。
家風は融通無碍で、つかみどころのない人物が多いとされる。
- アーヴ語：Ruc
- 紋章：撫子。
- 家徴：ルーの鼻（カーニュ・ルール）と呼ばれる丸みを帯びた鼻。
- 宗家の領土：ハテューシュ大公国。

レペス
主整備子の末裔で、出産以外の医療や保健衛生担当氏族。語源は「房（そいぼし）」
感情を面にあらわすことは皆無だが、一旦怒ると手が付けられなくなる。
「名もなきアブリアル」と呼ばれる最初の伝説的な船王(主航法子)を殺した（正確にはそのための薬剤を調合した）アーヴの子孫として知られ、その際使用された皮下注射器は家宝として伝えられている。さらに、この注射器は原アーヴの母都市で作られて現在にまで伝わる数少ないものの一つである。 
- アーヴ語：Rœpœss
- 紋章：毒蛇。
- 家徴：レペスの指（ギューヴ・レペト）と呼ばれる細く繊細な指。ただし、長く細い指を持つアーヴはいくらでもいるのでやや判別しにくい。
- 宗家の領土：ファリヘー大公国。帝国最大の医療研究教育機関がある。

ローフ
発電機やモーターの整備、船内の照明など、電気系統の保守作業担当氏族。語源は「氐（とも）」
生真面目さではアブリアル並とさえ言われるが、冷静沈着にして果断で、優秀な軍士を輩出している。その反面交易者としては今一つセンスにかけ、『艦長としては最高、船長としては最低』といわれる。   武功により諸侯となったものも多いが、その邦国に繁栄しているものは珍しい。技術氏族であったことから科学者も多く、平面宇宙航行技術の工学的応用に大きく貢献した。
宗家以外はローフを名乗らない。
- アーヴ語：Lomh
- 紋章：炎。
- 家徴：ローフの金瞳（キリーフ・エンピュカ・ロム）と呼ばれる、黄金色の瞳。
- 宗家の領土：ゲンダウ大公国。

ロセーシュ
都市船内部の通信網の保守管理、担当氏族。語源は「奎（とかき）」
都市船時代は船内設備の配置についても大きな発言力を持ち、しばしば大規模な内装工事の指揮を執った。
信念に忠実だが、その余り強引な面もある。また、他人の気持ちを忖度することに注意を払わないので図々しいと思われるきらいがある。交易好きとしても知られ、帝国創設後は軍士としてよりも交易者としての活躍が目立つ。交渉によって邦国を一つ獲得したこともある。ロセーシュに関わると不幸になる、と一部のアーヴたちは頑なに信じている。
- アーヴ語：Losaich
- 紋章：白鳥が多い。
- 家徴：セーシュの目（ネ・ロセク）と呼ばれる茶褐色の虹彩に青い縁取りのある目。
- 宗家の領土：ビデール大公国。

ロビート
船の運航上必要な様々な雑務をこなした氏族。都市船の応急処置も担当した。語源は「虚（とみて）」
マンパワーを必要とするため、人口は最大だった。帝国創建後も繁栄を続け、軍士の供給に貢献した。
家風は平凡であるが、仕事はそつなくこなせるために重宝されている。
軍士としては指揮官よりも参謀や副官などのスタッフ向き。
歴史に名を残したものはあまりいないが、大事業の成功した経緯を調べればたいていこの一族のものが関わっている。
- アーヴ語：Lobitec
- 紋章：百足。
- 家徴：ロビートの髪（ヒュス・ロビータル）と呼ばれる緑色の髪。
- 宗家の領土：マンブース大公国。